# Ischyrolepis papillosa
Ischyrolepis papillosa là một loài thực vật có hoa trong họ Restionaceae. Loài này được Esterh. mô tả khoa học đầu tiên năm 1985.